# 美住町 (東村山市)
美住町（みすみちょう）は、東京都東村山市の町名。面積は0.93km2。現行行政地名は美住町一丁目および二丁目。郵便番号は189-0023。

## 地理
市の南西部に位置し、東は本町および栄町、西は廻田町、南は富士見町、北は野口町と接している。東に接する本町および栄町とは西武国分寺線に、南に接する富士見町とは西武多摩湖線に、ほぼ沿った町境が設定されている。町の中央を東西に流れる空堀川を目安に南は一丁目、北は二丁目に分かれる。

### 河川
- 空堀川

### くめがわ電車図書館

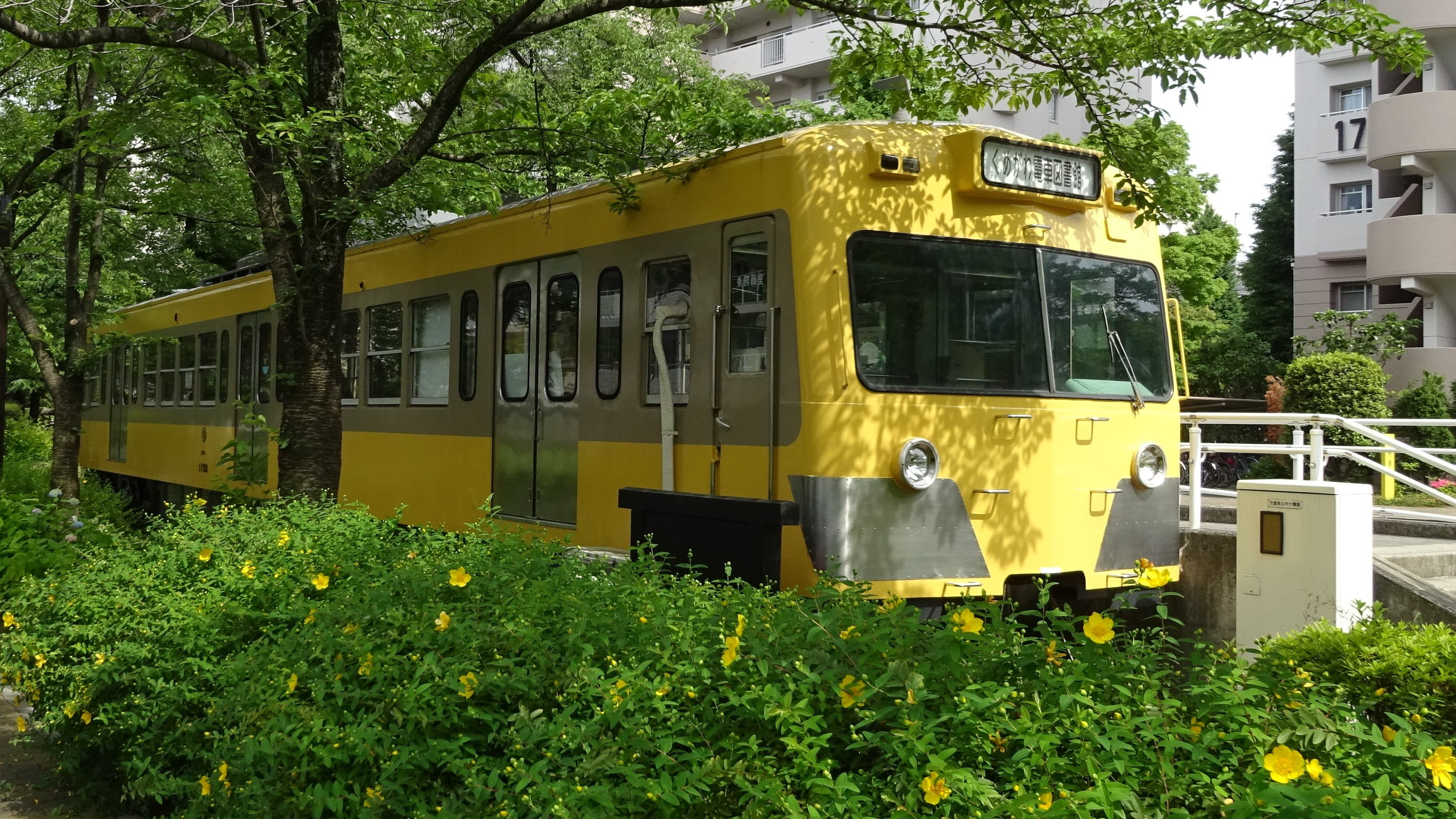
くめがわ電車図書館の外観

URグリーンタウン美住一番街の敷地内には鉄道車両の車体を活用した「くめがわ電車図書館」が置かれている。
初代が置かれたのは東村山市に市立図書館が設置されるよりも前の1967年、旧住宅・都市整備公団久米川団地時代のことでああった。開設当初から地域住民によって運営される地域文庫である。初代は西武311系クハ1311を使用したもので、当初は赤電塗装であったが1988年に黄色（ドアは銀色）に変更されている。その後1992年には久米川団地の再開発を機に一時閉館し、車体も撤去解体された。
現在の車体は2代目で、2000年に営業運転を終了した西武101系クハ1150を使用して2001年4月に開館した。その景観は東村山50景の1つに選ばれており、2015年に公開された映画『あん』のロケ地にもなった。2019年2月には初の大規模修繕が行われるとともに塗色が変更され、当初の黄色一色から登場当時のツートンカラーとなった。これ以外にも定期的に塗装などの整備が行われている。
多い時には地域住民の100人以上が関わり支えてきた「くめがわ電車図書館」の開設・長年の運営は高く評価され、東村山市の推薦により「社会貢献者表彰」（平成13年度、公益財団法人社会貢献支援財団）を受賞。また、文部科学省による「子どもの読書活動優秀実践団体（者）表彰団体（平成14年度）」としても表彰されている。

### 東村山浄水場

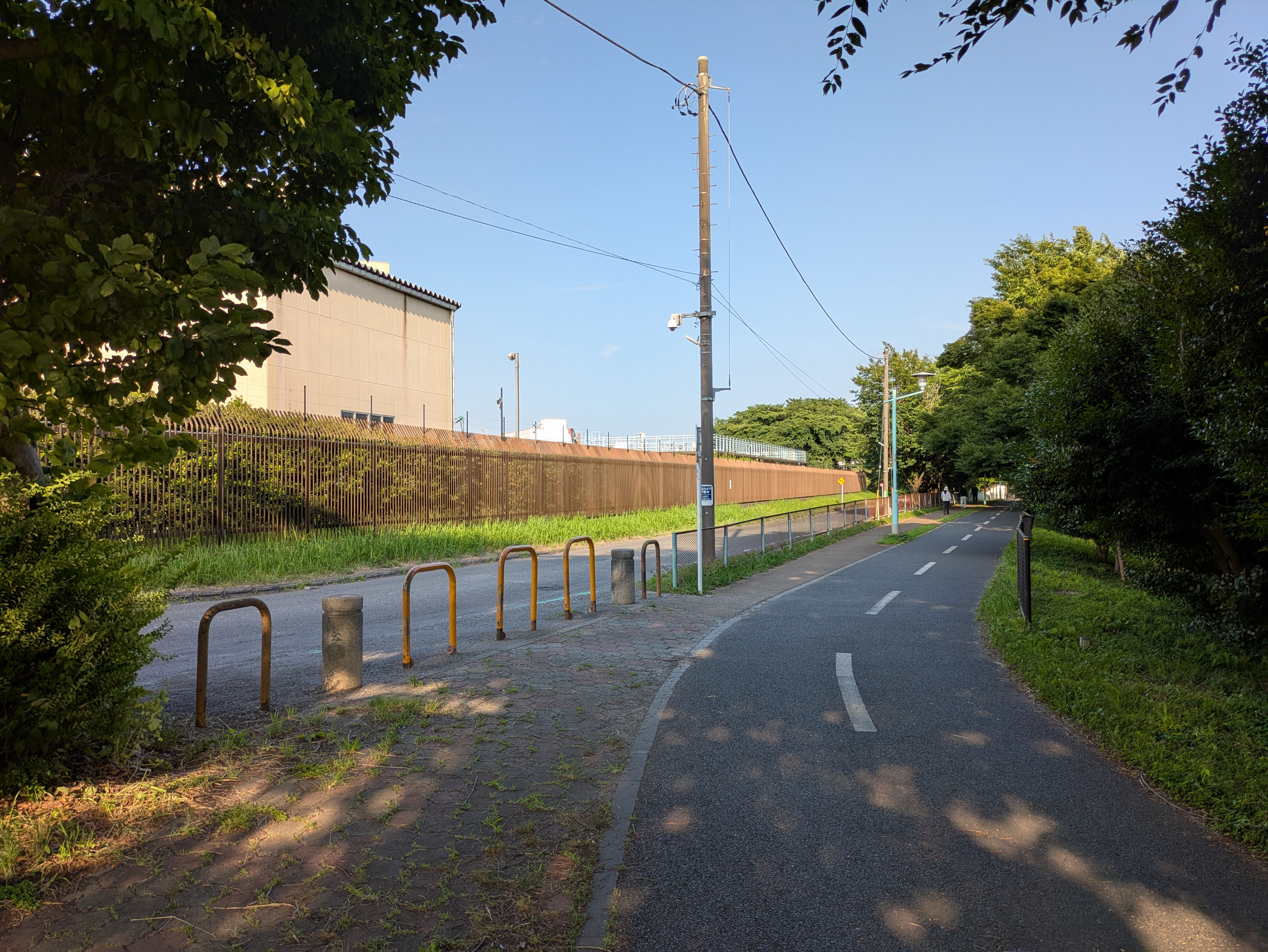
東村山浄水場

二丁目に立地する東村山浄水場は、約26万m2の敷地面積を有し、区域の大半かつ町の約4分の1を占めている。
この浄水場の構内に設置されている高架水槽は、その独特な形状により地域や近隣から「UFO」と称されており、東村山市でも東村山50景に準ずる風景の中で「まるでUFO?のような浄水タンクは美住町のシンボル。〔ママ〕」と紹介している。同施設を経由する水道道路は多摩湖自転車歩行者道として開放され、また、他方で独自に敷かれた水道道路の美住緑道は、「市民の生活の中の憩いの場」となって活用されている。

### 美住リサイクルショップ
「美住リサイクルショップ『夢ハウス』」は、二丁目に所在し、運営は市長の委嘱を受けた市民等による「美住リサイクルショップ運営委員会」が行っている。
東村山市では、市民が処分費用を負担し粗大ごみを出す前に、市が協定を結んでいる民間の事業者などに再利用可能な不用品を引き取ってもらうことを提案しているが、ごみの中間処理施設「秋水園」に持ち込まれた粗大ゴミの中で修理等をすればまだ使える家具等については、同園内の工房で再生した上で『夢ハウス』にて販売を行っている。他に同ショップでは「衣類・陶器・バッグの引き取り」などのイベントを定期的に開催し、商品の仕入れにあてている。

## 歴史
東村山が1889年（明治22年）8月の村制施行時には東半分が野口村、西半分が廻り田村、の各一部に分かれていた。その後、1942年（昭和17年）4月の町制施行を経て	1964年（昭和39年）4月の市制施行により現在の地名と区割りになった。これにより、明治期から旧川越鉄道（現在の西武国分寺線・西武新宿線の一部）の敷設によって分断されていた区域の一部が後退する形となった。市制施行前の大字野口は、府中街道にほぼ沿った範囲まで及んでいた。

### 地名由来
地名の由来は、地図上から見ると町の形状が三角形にまとまっていることから、三角を「みすみ」と読んだ上で、これに「美しく住む」との意味を込めて決められた。

## 世帯数と人口
2022年（令和4年）1月1日現在の世帯数と人口は以下の通りである。
| 丁目         | 世帯数    | 人口     |
| ------------ | --------- | -------- |
| 美住町一丁目 | 3,462世帯 | 7,081人  |
| 美住町二丁目 | 1,438世帯 | 2,985人  |
| 計           | 4,900世帯 | 10,066人 |

## 小・中学校の学区
市立小・中学校に通う場合、学区は以下の通りとなる。
| 丁目         | 番地              | 小学校                 | 中学校                     |
| ------------ | ----------------- | ---------------------- | -------------------------- |
| 美住町一丁目 | 1〜4番地 6〜9番地 | 東村山市立八坂小学校   | 東村山市立東村山第七中学校 |
| 美住町一丁目 | その他            | 東村山市立富士見小学校 | 東村山市立東村山第七中学校 |
| 美住町二丁目 | 20番地 25〜29番地 | 東村山市立富士見小学校 | 東村山市立東村山第七中学校 |
| 美住町二丁目 | その他            | 東村山市立八坂小学校   | 東村山市立東村山第七中学校 |

## 交通

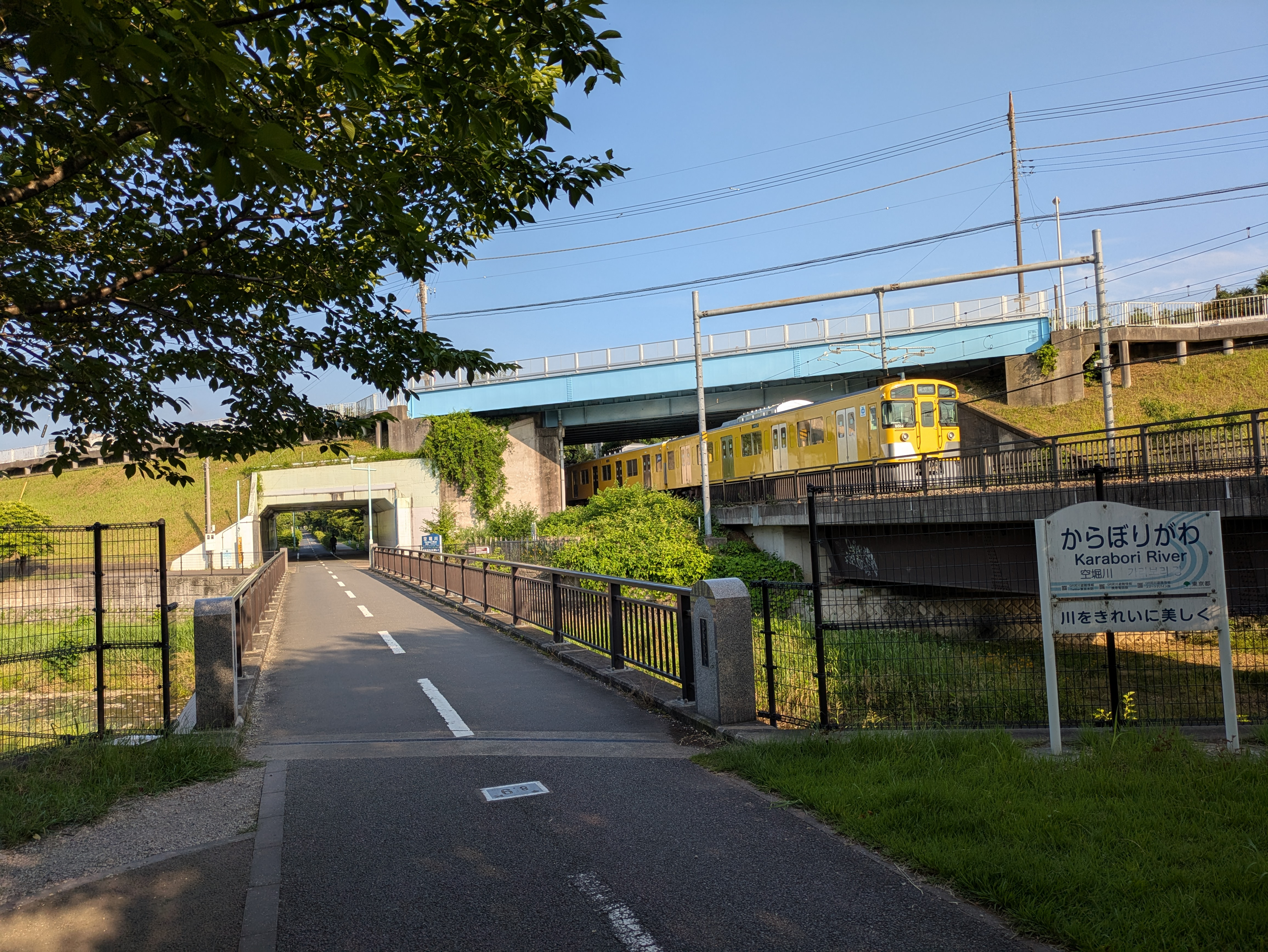
多摩湖自転車歩行者道 空堀川 新青梅街道美住陸橋付近

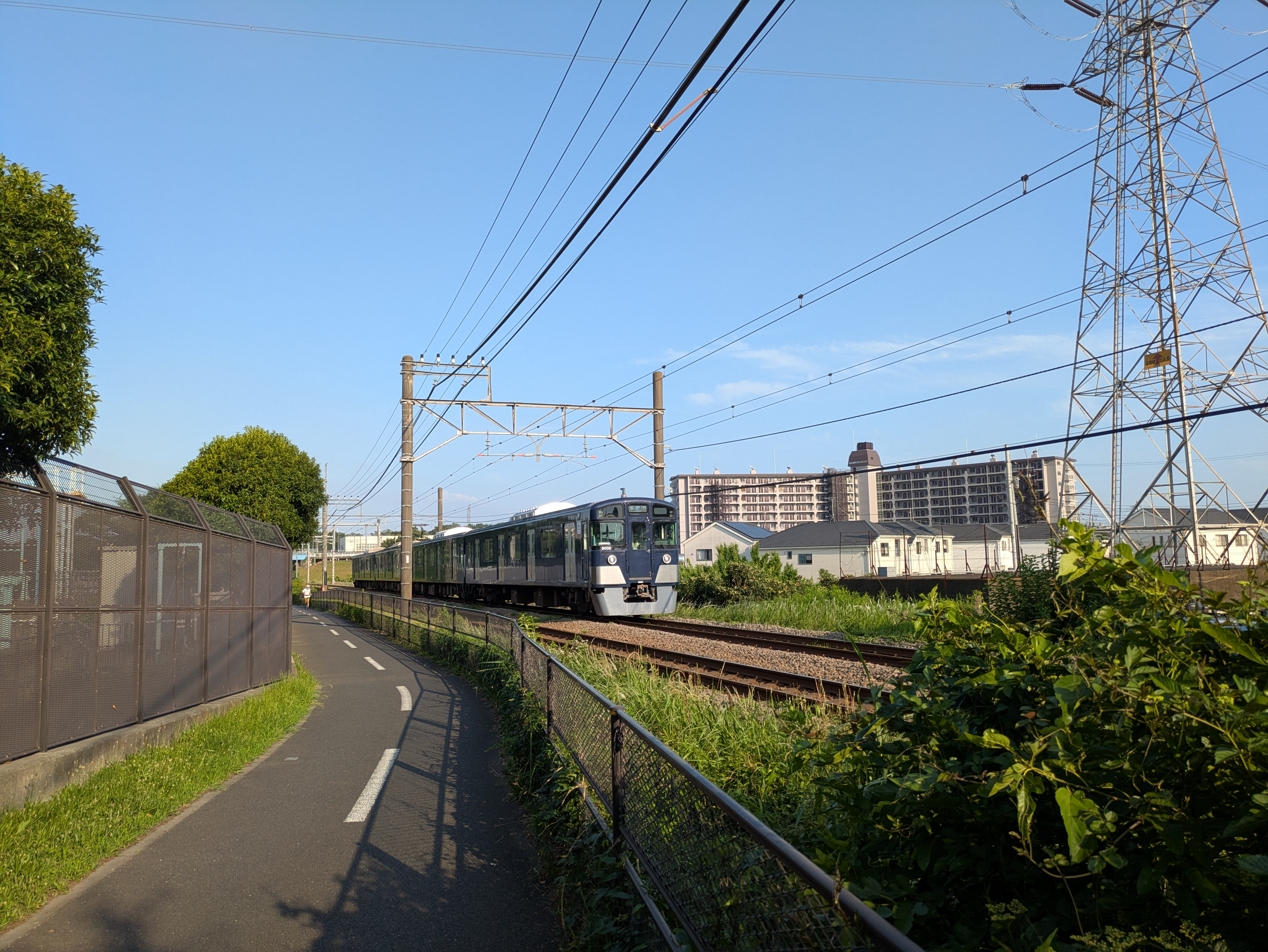
西武多摩湖線 回田信号所

### 鉄道
| 隣接する街区の駅 |
| --- |
| 西武新宿線 - 久米川駅（SS 20） 西武新宿線 国分寺線 西武園線 - 東村山駅（SS 21）（SK 05） 西武多摩湖線 - 八坂駅（ST 05) - 武蔵大和駅（ST 06) |

### 路線バス
- 西武バス小平営業所…東村山市コミュニティバスグリーンバスを運行。

### 道路
- 新青梅街道（東京都道5号新宿青梅線バイパス区間）
- 東京都道253号保谷狭山自然公園自転車道線

## 施設
一丁目
- 都営美住町一丁目アパート
- URグリーンタウン美住
- オザム美住町店
- 東村山市立第四保育園

二丁目
- 東村山浄水場
- 東村山市立東村山第七中学校
- 東村山消防署

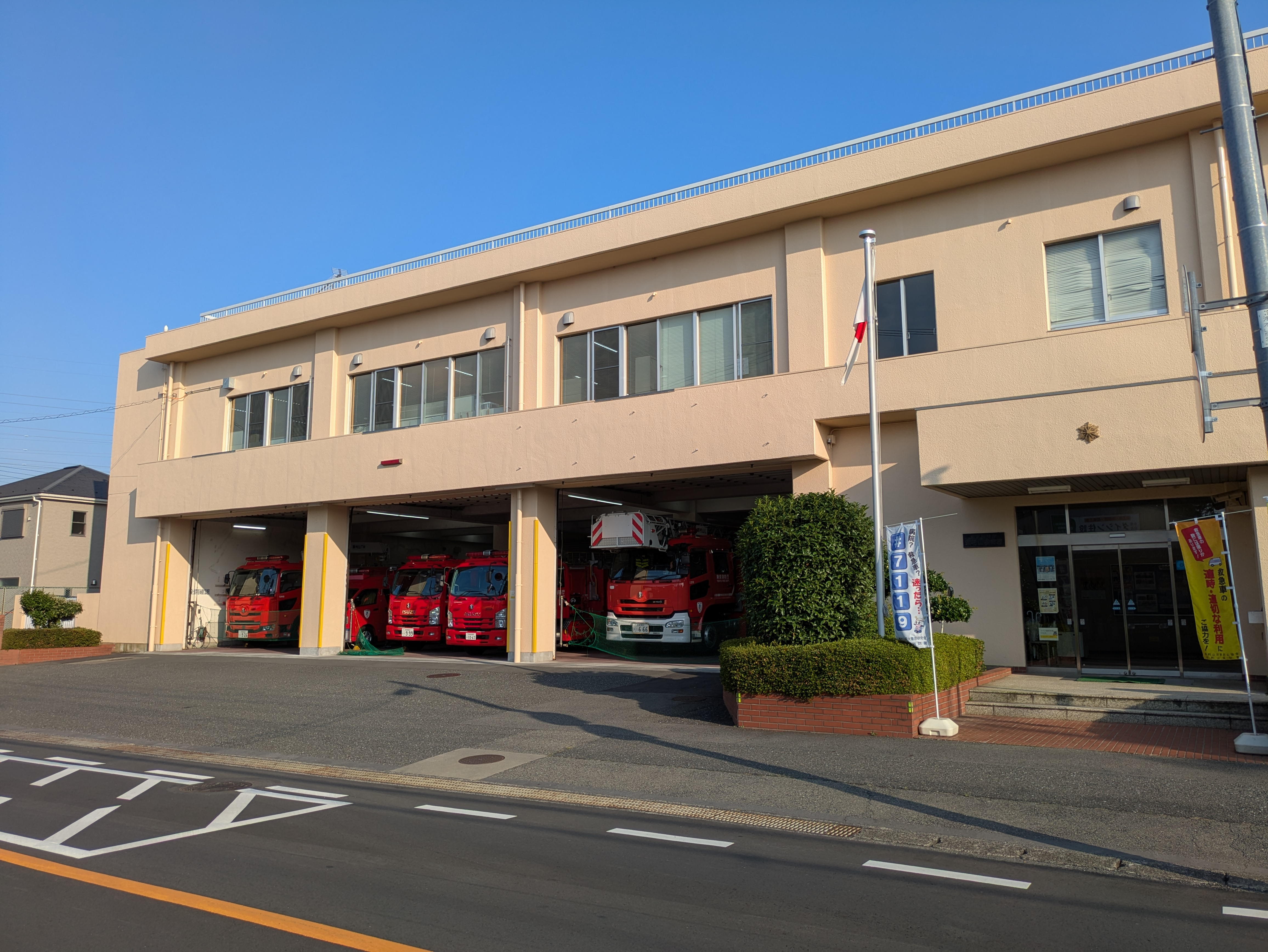
東村山消防署

- 回田信号所 ｰｰｰ 設備自体は近隣の街区に跨る。